# Earophila impuncta
Earophila impuncta là một loài bướm đêm trong họ Geometridae.